# Akkerdistelroest
De akkerdistelroest (Puccinia suaveolens, syn.: Puccinia punctiformis) is een autoecische roest die behoort tot de familie Pucciniaceae. De schimmel is een biotrofe parasiet. Hij infecteert de akkerdistel (Cirsium arvense) en de akkermelkdistel (Sonchus arvensis) en veroorzaakt kaneelbruine vlekken op bladeren.

## Kenmerken
Hij is te herkennen aan de altijd aanwezige, oranjegele spermogonia die aangenaam rieken en de slecht groeiende, verbleekte, niet bloeiende planten. De spermogonia groeien voornamelijk aan de onderkant van de gastheerbladeren.
Aecia, die meestal aan de bovenzijde van het blad groeien, zijn donker kaneelbruin en staan rondom de spermogonia. De kaneelbruine aeciosporen zijn 26-30 × 23-28  µm groot, meestal bolvormig en stekelig. De uredia van de schimmel, die meestal aan de onderkant van het blad groeien, zijn kaneelbruin. De kaneelbruine urediniosporen zijn 26-30 × 23-28 µm groot, meestal bolvormig en stekelig. Ze hebben drie kiemporiën. Telia van de soort is chocoladebruin, poederachtig. De diep gouden tot heldere kastanjebruine teliosporen zijn tweecellig, meestal breed ellipsoïde tot ellipsoïde, fijn wrattig en meestal 32-38 × 20-24 µm groot.

## Foto's

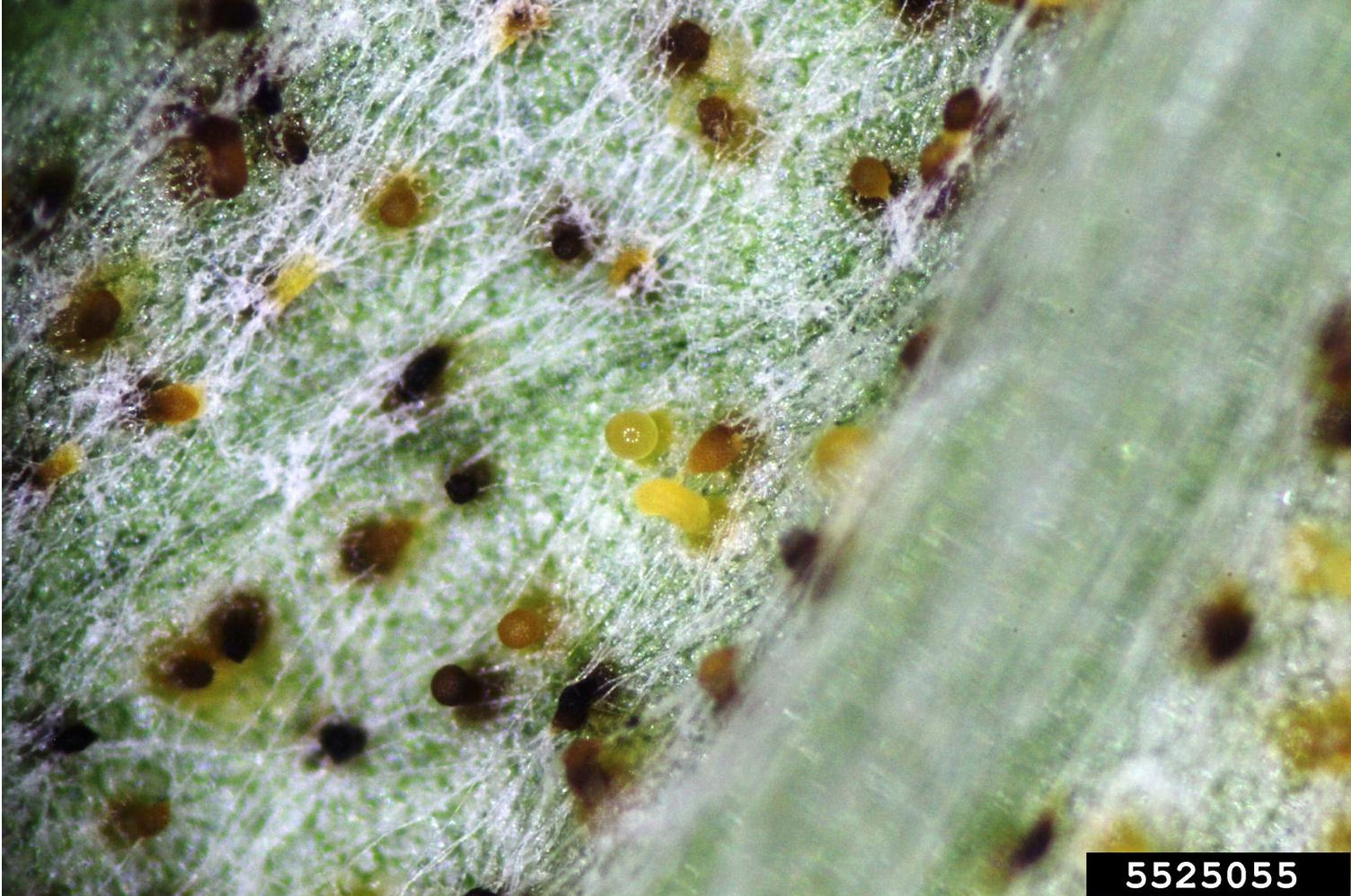
Oranjegele spermogonia
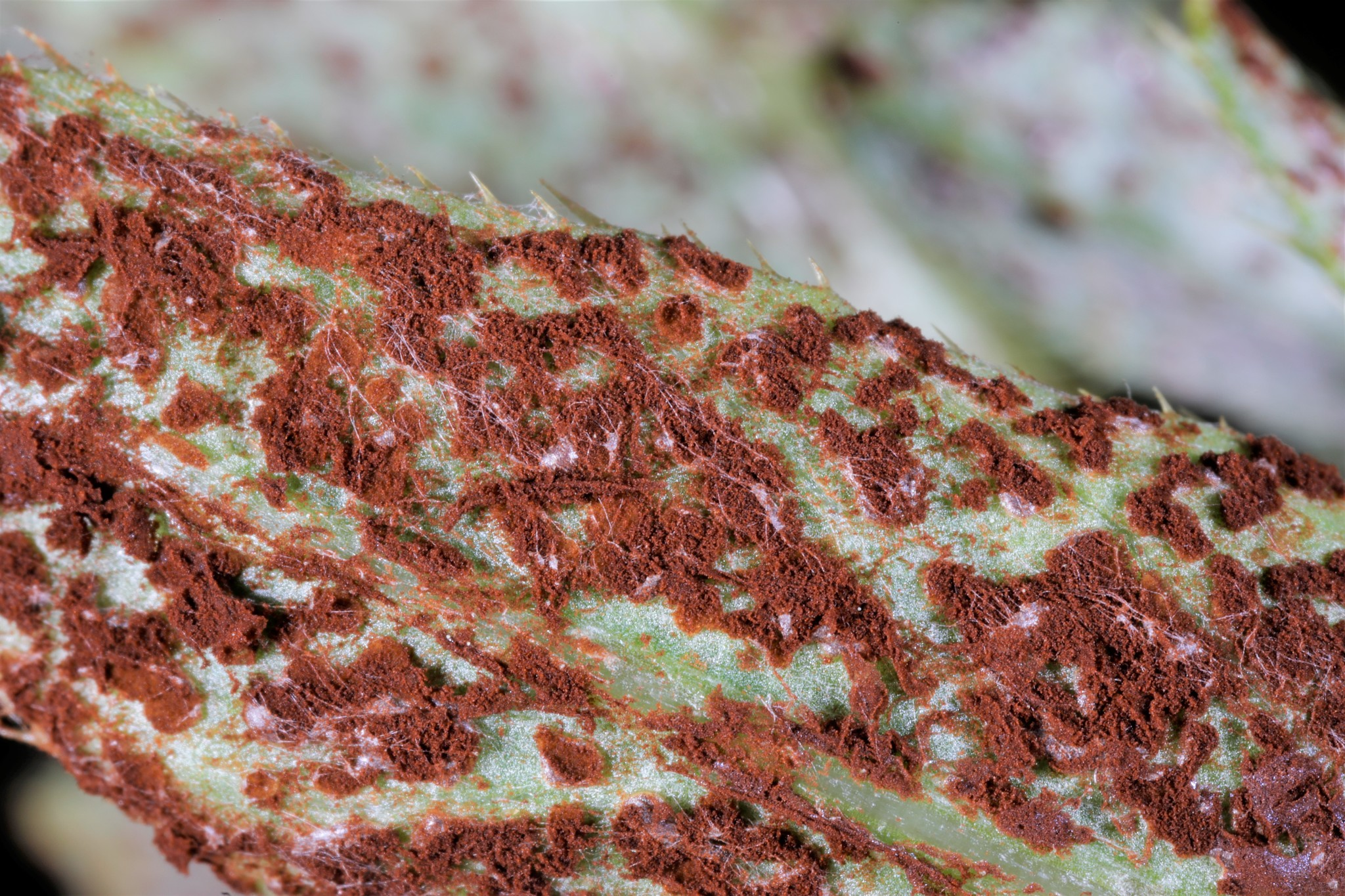
Uredinia op akkerdistel
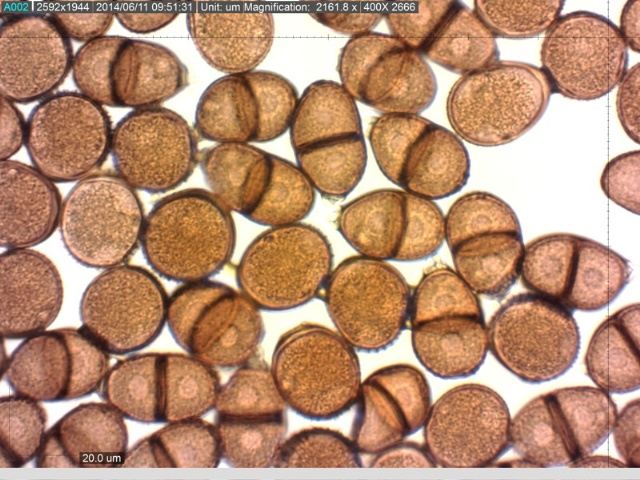
Urediniosporen en teliosporen
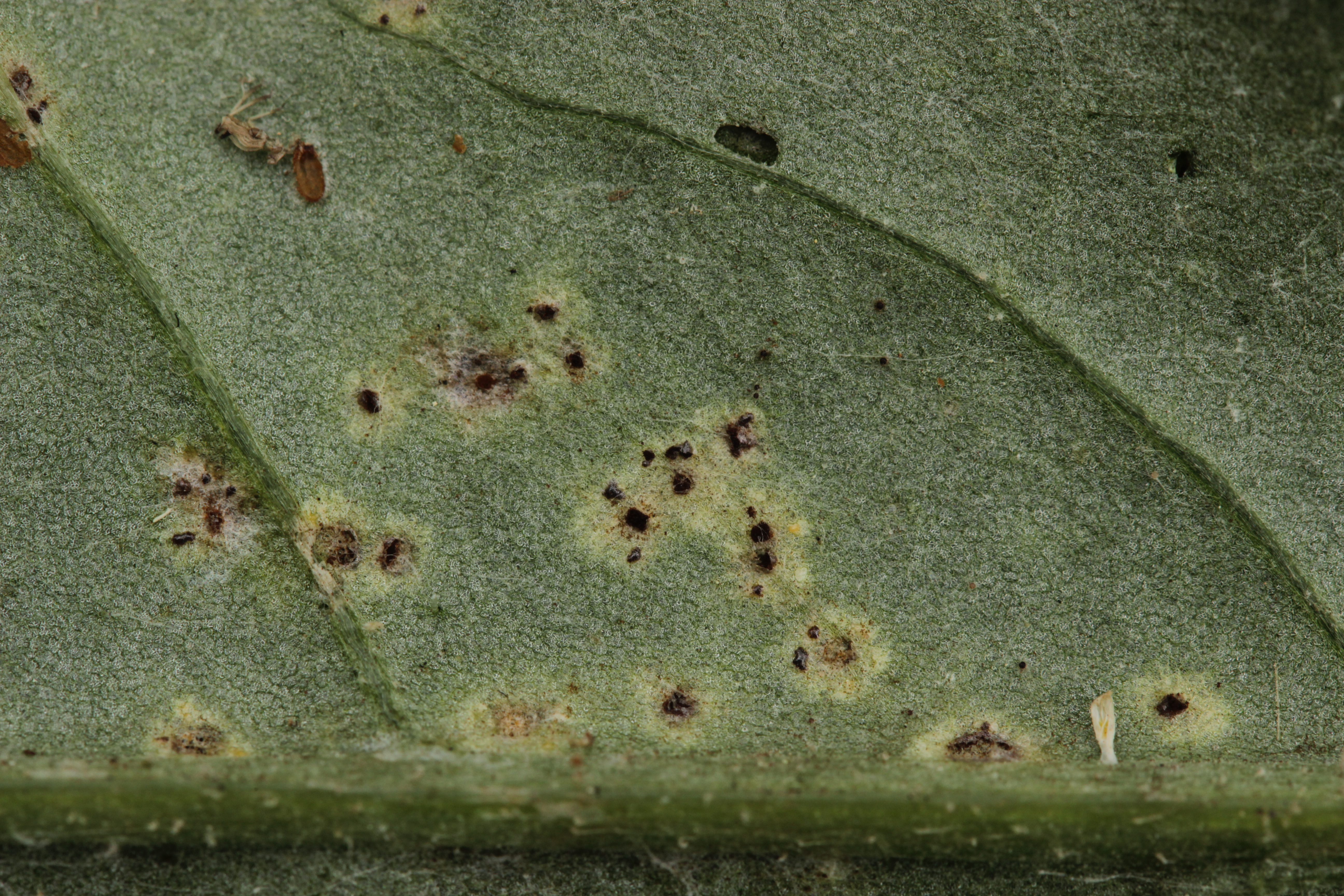
Telia op akkerdistel

## Verspreiding
De akkerdistelroest komt voor in Europa, Noord-Amerika, Australië, Japan, Rusland, China, India, Pakistan. In Nederland komt hij vrij algemeen voor.